# 鮨蒲本舗河内屋
株式会社河内屋（かわちや）は、北陸を代表する蒲鉾専門店。屋号は鮨蒲本舗 河内屋（すしかまほんぽ かわちや）。

## 沿革
個別に出典が提示されていない箇所の出典→
- 1947年（昭和22年）4月 - 河内行雄が旧国鉄魚津駅前の当所にて河内屋蒲鉾製造所を創業。
- 1949年（昭和24年） - この頃より、現在地にて『河内かまぼこ店』として営業開始[2]。
- 1978年（昭和53年）9月 - 鉄筋2階建て100坪工場を増設。埼玉河内屋と合併。
- 1982年（昭和57年）7月 - 鉄筋4階建て140坪の本社ビル完成（1階本店、2階以上グループ事務所）。

## 鮨蒲
蒲鉾業界で初めて蒲鉾の上にすしネタが乗った蒲鉾「鮨蒲」を1980年に開発。製造特許、実用新案、商標を取得するに至る。「昆布巻蒲鉾」発祥の地で有名な富山県の中で、「鮨蒲」を真似た製品が多数作られ、今日では富山県の名物になっている。

## 所在地
- 本社 - 富山県魚津市駅前新町9-12

## 店舗
- 本店（本社内）
- 金沢百番街店（金沢駅構内）
- とやマルシェ店（富山駅内）
- 大和富山店（富山大和）